# Apocheiridium reddelli
Apocheiridium reddelli es una especie de arácnido del orden Pseudoscorpionida de la familia Cheiridiidae.

## Distribución geográfica
Se encuentra en algunas zonas de Texas (Estados Unidos).